# Karen Marie Andersen
Karen Marie Andersen (Ane Kaufmann) (født 22. september 1799, død 1846 i Trinitatis Sogn, København) var eventyrdigteren H.C. Andersens halvsøster.
Karen havde samme mor som HCA, Anne Marie Andersdatter, og hun blev født uden for ægteskab med pottemagersvenden Daniel Jørgensen Rosenvinge som far.
Karen blev født i hjørnehuset ved Bangs Boder og Hans Jensens Stræde.
Det hus der nu betegnes H.C. Andersens Hus.
HCA havde et meget besynderligt forhold til sin søster. Bjarne Nielsen Brovst skriver i sin H.C. Andersen biografi:
"Denne søster — som det lykkedes H.C. Andersen at holde ude af sit offentlige liv – red ham som en mare."
Karen er ikke nævnt i HCA's erindringer, og hun bliver af HCA omtalt som hans "Moders Datter".
Kun ganske få gange efter han kommer til København har HCA tilsyneladende kontakt med sin søster.
Efter at HCA har held med at få kongelig understøttelse til sin uddannelse i 1822, rejser Karen over for at dele hans held.
Hun kommer dog først i november, mens HCA allerede er rejst til skoleopholdet i Slagelse den 28. oktober.
Den 27. februar 1833 skriver moderen i et brev til HCA:
"Hvor Karen er og hvorledes hun lever derom kan jeg intet melde dig da jeg ikke veed hvor hun opholder sig. -"
Det er tilsyneladende først i 1842 at der kommer kontakt, da HCA den 8. februar modtager et brev fra Karen. Karen bor da i Borgergade nr. 20, mindre end 500 meter fra HCA. HCA er i vildrede og skriver:
"Da jeg kom hjem fandt jeg Brev fra min Moders Datter, hvad jeg har skildret i OT, oplevede jeg. Febersyg; en skrækkelig Nat, Sandselighed og Fortvivlelse fyldte spottende min Tanke. + …"
Næste dag betror HCA sig til vennen Edvard Collin, der får sin svoger assessor Adolph Drewsen til at undersøge sagen. Der bliver foreslået at HCA skal sende et brev, og den 12. februar 1842 besøger Karens samlever Kaufmann HCA og får fire rigsdaler.
Den 30. september samme år besøger Karen Marie selv HCA og får en rigsdaler.
I folketællingen 1840 står Karen opført som en ugift vaskekone, og hun boede sammen med den to år yngre arbejdsmand Peder Kaufmann.